# Trachea tanahratana
Trachea tanahratana là một loài bướm đêm trong họ Noctuidae.